# Arenaria longipedunculata
Arenaria longipedunculata là loài thực vật có hoa thuộc họ Cẩm chướng. Loài này được Hultén mô tả khoa học đầu tiên năm 1966.